# 229 Adelinda
229 Adelinda este un asteroid din centura principală, descoperit pe 22 august 1882, de Johann Palisa.